# Kyjiwśka Ruś Donieck
Kyjiwśka Ruś Donieck (ukr. Міні-футбольний клуб «Київська Русь» Донецьк, Mini-Futbolnyj Kłub "Kyjiwśka Ruś" Donećk) – ukraiński klub futsalu, mający siedzibę w mieście Donieck. Od sezonu 2004/05 do połowy 2005/06 występował w futsalowej Wyższej Lidze Ukrainy.

## Historia
Chronologia nazw:
- 2004: Kyjiwśka Ruś Donieck (ukr. «Київська Русь» Донецьк)
- 2005: klub rozwiązano

Klub futsalowy Kyjiwśka Ruś Donieck został założony w Doniecku w 2004 roku na bazie Towarzystwa Sportowego Dynamo-Donbas, które 4-krotnie uczestniczyło w futsalowych turniejach międzynarodowych wśród policjantów, wygrywając jeden z nich w Barcelonie. Klub zastąpił Tytan Makiejewka, który po zajęciu trzeciego miejsca w Pierwszej Ligi 2004, zrezygnował z awansu. W sezonie 2004/05 zespół startował w profesjonalnych rozgrywkach Wyższej Ligi, zajmując 5.miejsce. W kwietniu-maju 2005 w klubie zaczęły się problemy finansowe. Następny sezon 2005/06 klub nie zakończył. Na początku 2006 klub zrezygnował z dalszych występów i został rozwiązany. W pozostałych meczach zaliczono walkowery i po zakończeniu sezonu z 3 zwycięstwami i 3 remisami uplasował się na przedostatniej 16.pozycji.

## Barwy klubowe, strój
| Fioletowy | Żółty |

Zawodnicy klubu zazwyczaj grali swoje mecze domowe w fioletowych strojach.

## Sukcesy

### Trofea międzynarodowe
Nie uczestniczył w rozgrywkach europejskich (stan na 31-05-2019).

### Trofea krajowe
| \| \| Zdobyte trofea w rozgrywkach Ukrainy (stan na: 31-05-2019) \| |                                                            |      |          |
| Rozgrywki                                                           | Osiągnięcie                                                | Razy | Sezon(y) |
| · Mistrzostwo                                                       | I miejsce                                                  | 0    |          |
| · Mistrzostwo                                                       | II miejsce                                                 | 0    |          |
| · Mistrzostwo                                                       | III miejsce                                                | 0    |          |
| · Mistrzostwo                                                       | 5.miejsce                                                  | 1    | 2004/05  |
| Puchar                                                              | zdobywca                                                   | 0    |          |
| Puchar                                                              | finalista                                                  | 0    |          |
| II liga                                                             | I miejsce                                                  | 0    |          |
| II liga                                                             | II miejsce                                                 | 0    |          |
| II liga                                                             | III miejsce                                                | 0    |          |
| Ukraina                                                             | Zdobyte trofea w rozgrywkach Ukrainy (stan na: 31-05-2019) |      |          |

## Piłkarze i trenerzy klubu

### Trenerzy
Ołeksij Sołomachin (2004–2005)
 Serhij Hupałenko (2005)

## Struktura klubu

### Stadion
Klub rozgrywał swoje mecze domowe w Hali SK Donbas w Doniecku. Pojemność: 500 miejsc siedzących.

### Sponsorzy
- "Dynamo-Donbas"